# السرة (مناخة)

تعديل مصدري - تعديل

السرة هي إحدى قرى عزلة بني مقاتل بمديرية مناخة التابعة لمحافظة صنعاء، بلغ تعداد سكانها 76 نسمة حسب تعداد اليمن لعام 2004.